# Al-Arabi Kuwejt
Al-Arabi Sporting Club – kuwejcki klub piłkarski z siedzibą w mieście Kuwejt. 

## Historia
Początki Al-Arabi Sporting Club sięgają 1953, kiedy to został założony klub Al-Oruba SC. 20 października 1960 w miejsce Al-Oruba został założony nowy klub Al-Arabi. W 1961 klub przystąpił do nowo utworzonej ligi kuwejckiej, której inauguracyjną edycję Al-Arabi wygrało. W latach 1962–2002 Al-Arabi zdobyło mistrzostwo 16-krotnie, co jest rekordem. Również w rozgrywkach o Puchar Emira Kuwejtu Al-Arabi jest najbardziej utytułowanym klubem, gdyż wygrało te rozgrywki 15-krotnie. Na arenie międzynarodowej największym sukcesem Al-Arabi było dwukrotne wygranie Puchar Mistrzów Zatoki Perskiej w 1982 i 2003. 

## Sukcesy
- Mistrzostwo Kuwejtu (16): 1962, 1963, 1964, 1965, 1966, 1967, 1970, 1980, 1982, 1983, 1984, 1985, 1988, 1993, 1997, 2002.
- Puchar Emira Kuwejtu (15): 1962, 1963, 1964, 1966, 1969, 1971, 1981, 1983, 1992, 1996, 1999, 2000, 2005, 2006, 2008.
- Crown Prince Cup (6): 1996, 1997, 1999, 2000, 2007, 2012.
- Puchar Mistrzów Zatoki Perskiej (2): 1982, 2003.

## Reprezentanci kraju grający w klubie
| - Chalid Chalaf - Chalid ar-Raszidi - Ahmad ar-Raszidi - Abd al-Aziz al-Baluszi - Sami al-Haszszasz - Muhammad Karam - Frank Seator - Hamdi Marzouki | - Firas Al Khatib - Felix Aboagye - Mohamed Hubail - Ebrahim Al Miszkhas - Charles Dago - Ahmed Faraj El Masli - Bassala Touré - Joaquín Botero |

## Trenerzy klubu
| - Dave Mackay (1978) - Frank Upton (1981–82) - Dave Mackay (1987) - Bobby Campbell (1993–94) - Muhammad Karam (1994) - Colin Dobson (1994–95) - Dragan Mihajlović (1995–96) - Jawad Maqseed (1996) - Fawzi Ibrahim (1996–97) - Ján Pivarník (1998–99) - Dragan Mihailović (1999–2001) | - Valdeir Vieira (2001-03) - Sebastião Lazaroni (2003–04) - Mohsen Salah (2004–05) - Valdeir Vieira (2005) - José Fernando Rachão (2007-08) - Ahmed Khalaf (2008–09) - Dragan Skočić (2009–10) - Marcelo Cabo (2010–11) - Zoran Petović (2011) - Fawzi Ibrahim (2011) - José Romão (2011-) |